# Grand Tavé
Grand Tavé – szczyt w Alpach Pennińskich, w masywie Grand Combin. Leży w południowej Szwajcarii w kantonie Valais, blisko granicy z Włochami. Szczyt można zdobyć ze schronisk Cabane de Panossiere (2645 m).